# Schivta-Nationalpark
Koordinaten: 30° 52′ 51″ N, 34° 37′ 51″ O

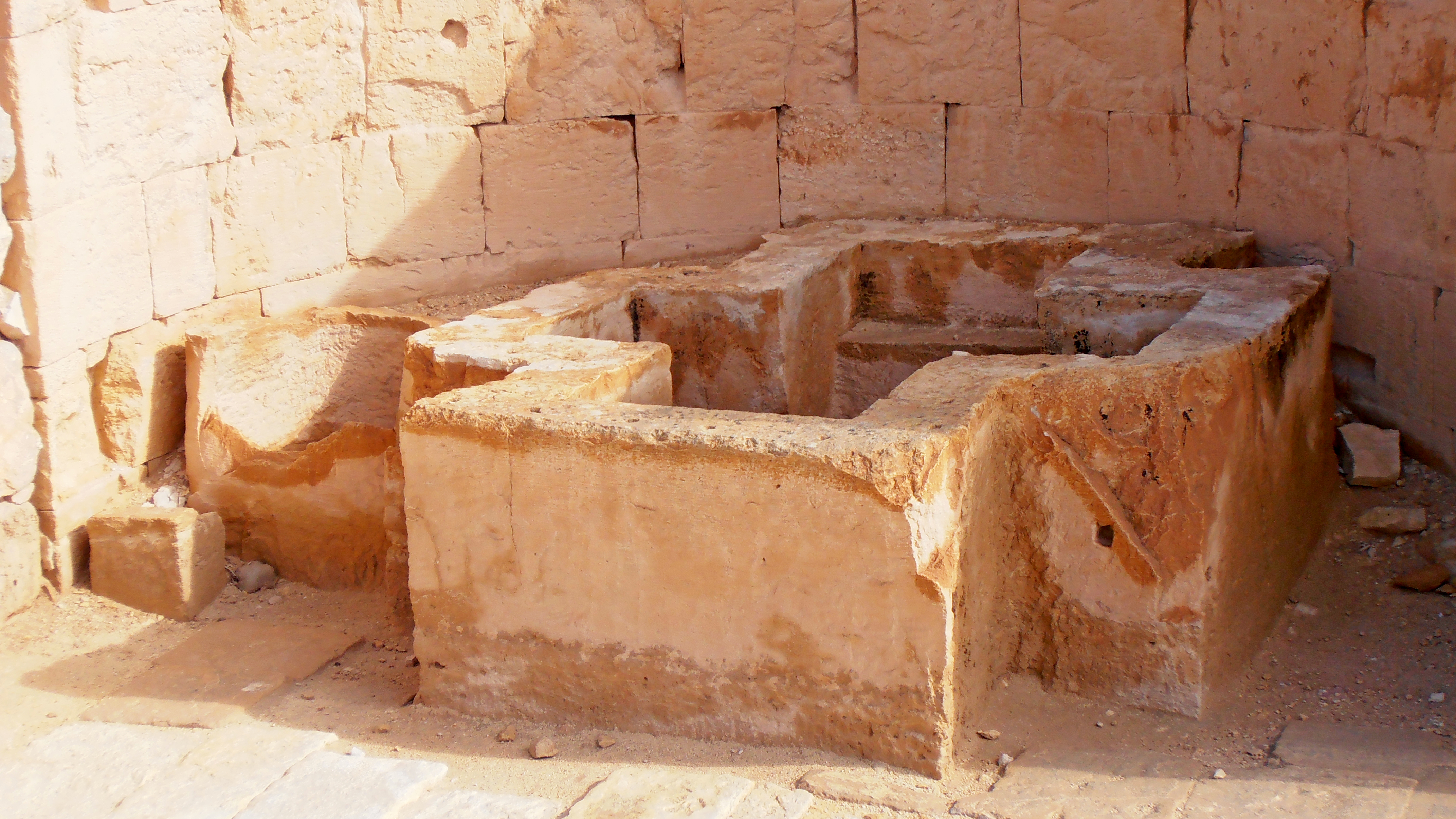
Schivta-Nationalpark, Baptisterium in der Südkirche

Schivta (hebräisch שִׁבְטָה Schivṭah, englisch Shivta) ist ein israelischer Nationalpark (hebräisch גַּן לְאֻמִּי שִׁבְטָה Gan Ləʾummī Schivṭah, deutsch ‚Nationaler Garten Schivṭah‘) im Negev. Der Besucher trifft hier vor allem auf Ruinen einer byzantinischen Stadt. Der 1966 gegründete Nationalpark wurde mit 2005 zusammen mit anderen Städten nabatäischen Ursprungs in Israel von der UNESCO zum UNESCO-Weltkulturerbe Weihrauchstraße – Wüstenstädte im Negev erklärt. Der Nationalpark misst 470 Dunam in der Fläche. 

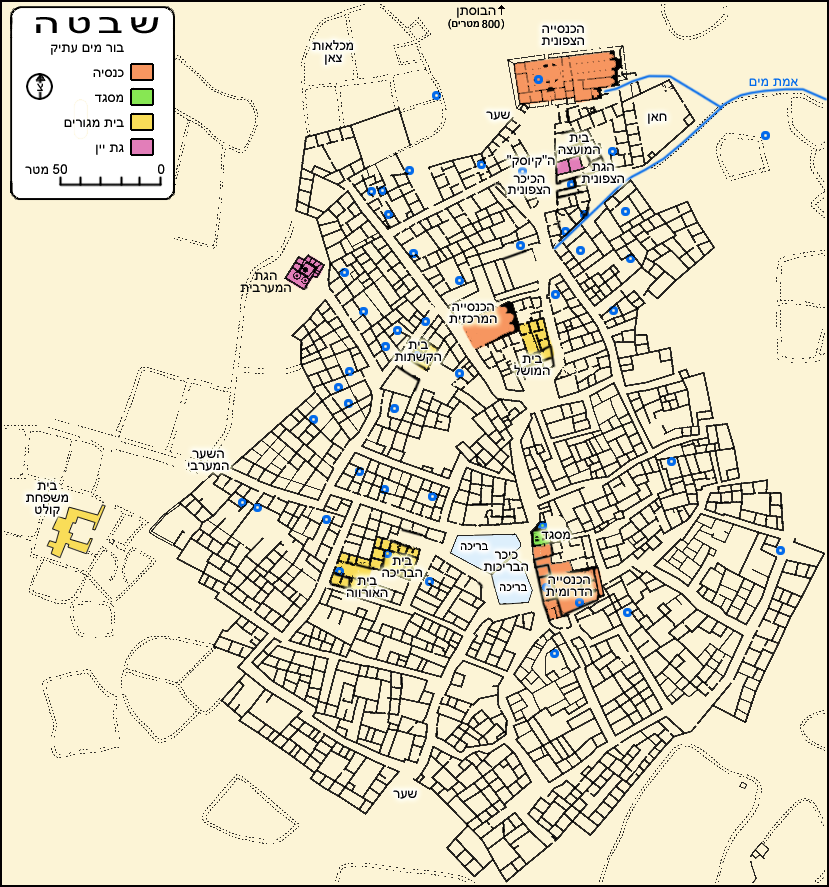
Lageplan von Schivta. Orange: Kirchen, Grün: Moschee, Gelb: Häuser, Violett: Weinpressen

## Name
Der Name Schivta ist eine moderne (neuhebräische) Nachbildung des aramäischen Namens der Siedlung, welcher in den Quellen nicht überliefert ist, aber aus dem Ortsnamen in byzantinischen Quellen – Σουβαιτα Soubaita oder Σοβατα Sobata – und dem modernen arabischen Namen as-Subeṭa erschlossen werden kann. (Bedeutung: „Stab, Stäbchen.“)

## Geschichte

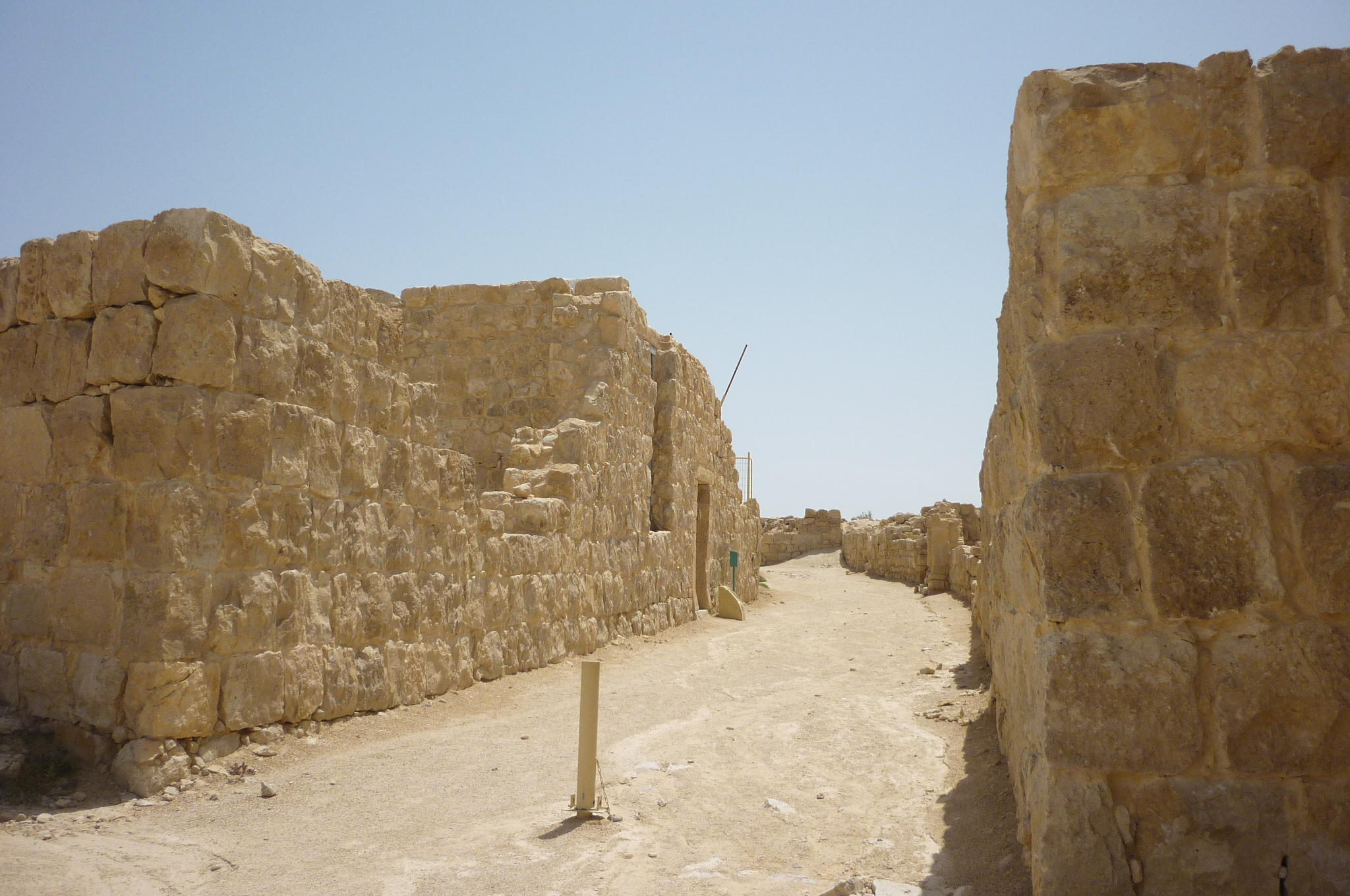
Straße mit Wohnhäusern – vom Eingang in die Ausgrabungsstätte, genannt Westtor, aus gesehen

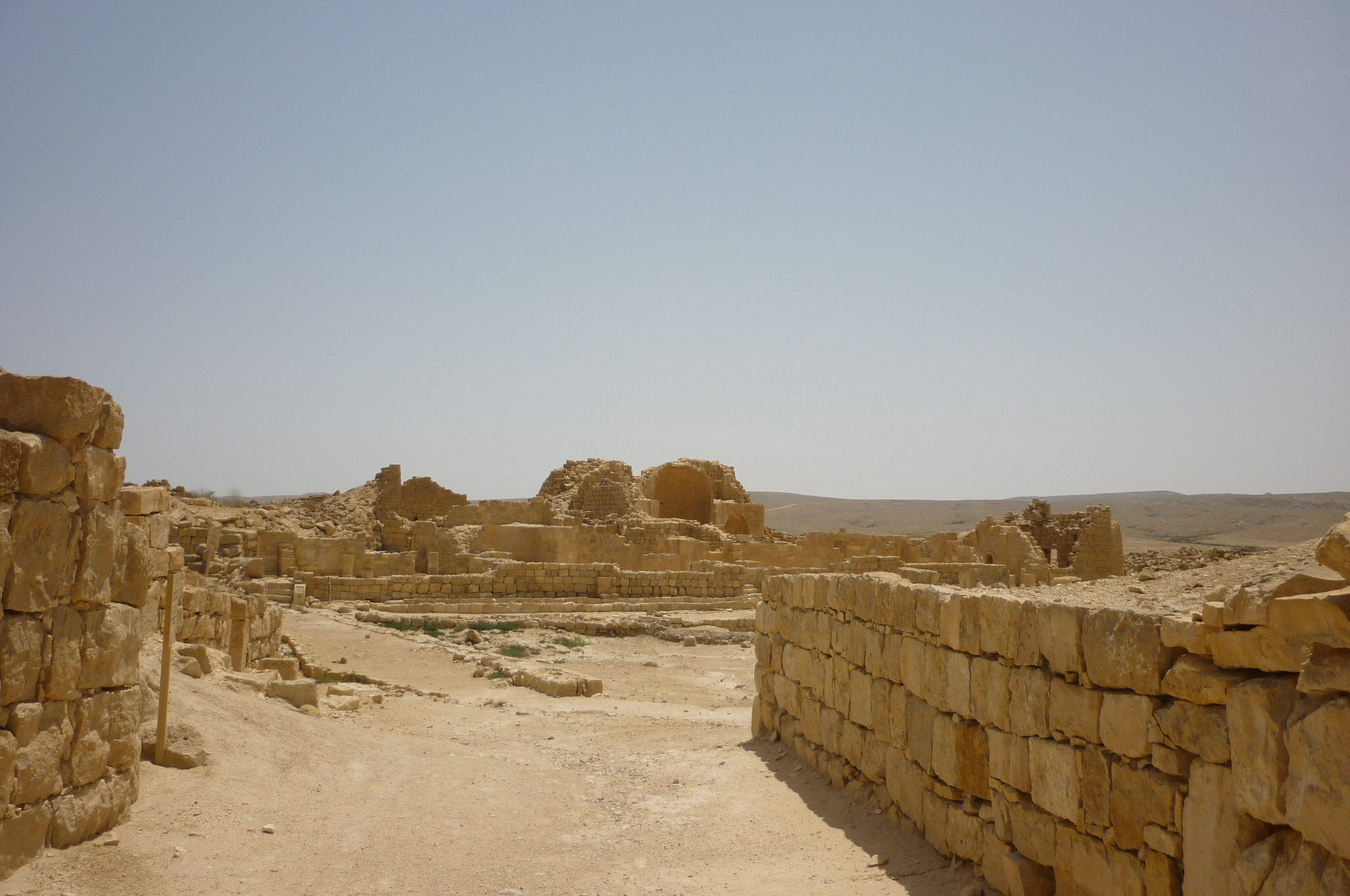
Wasserreservoir mit Südkirche (rechts) und Moschee (links) im Hintergrund

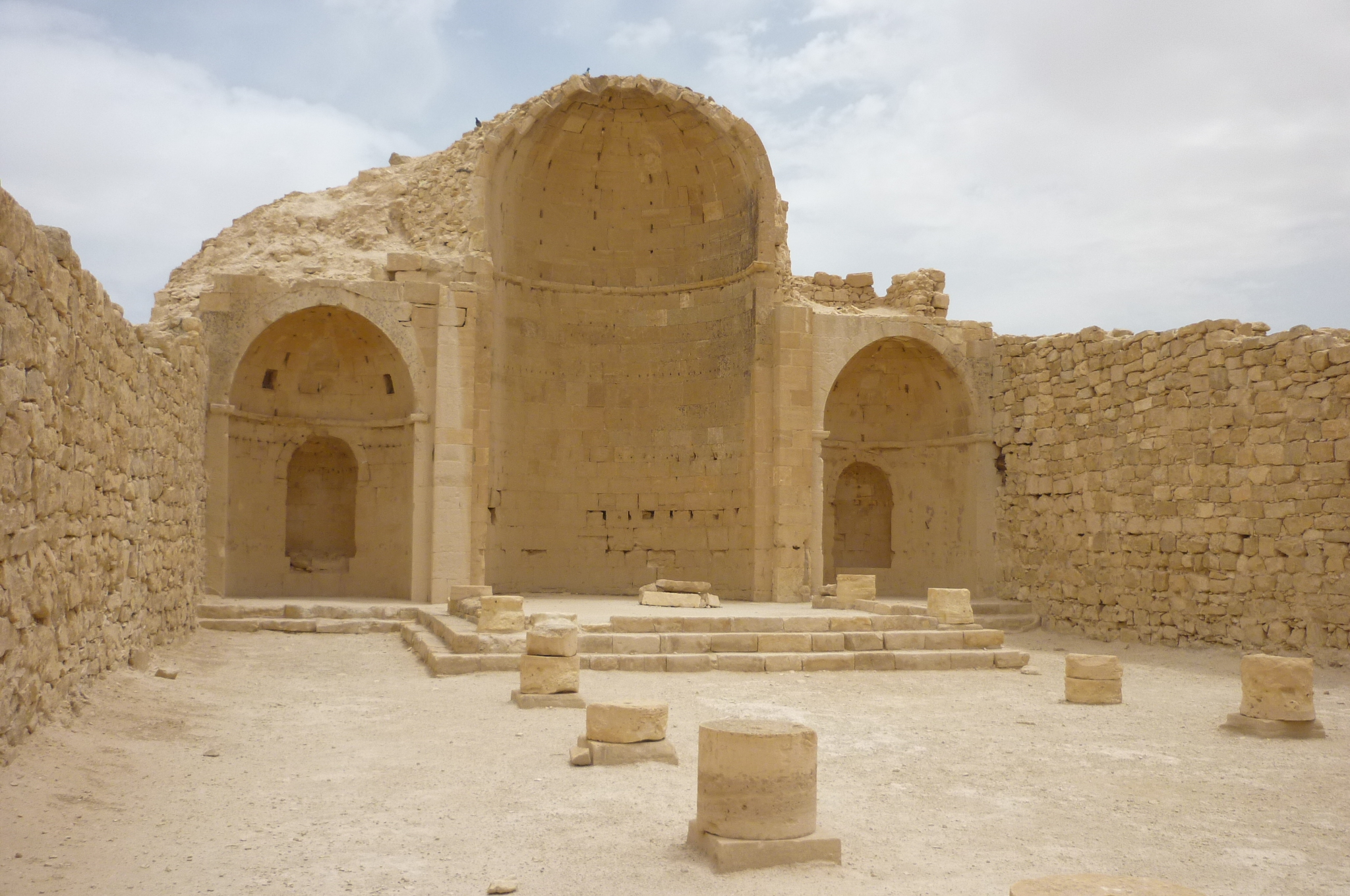
Nordkirche

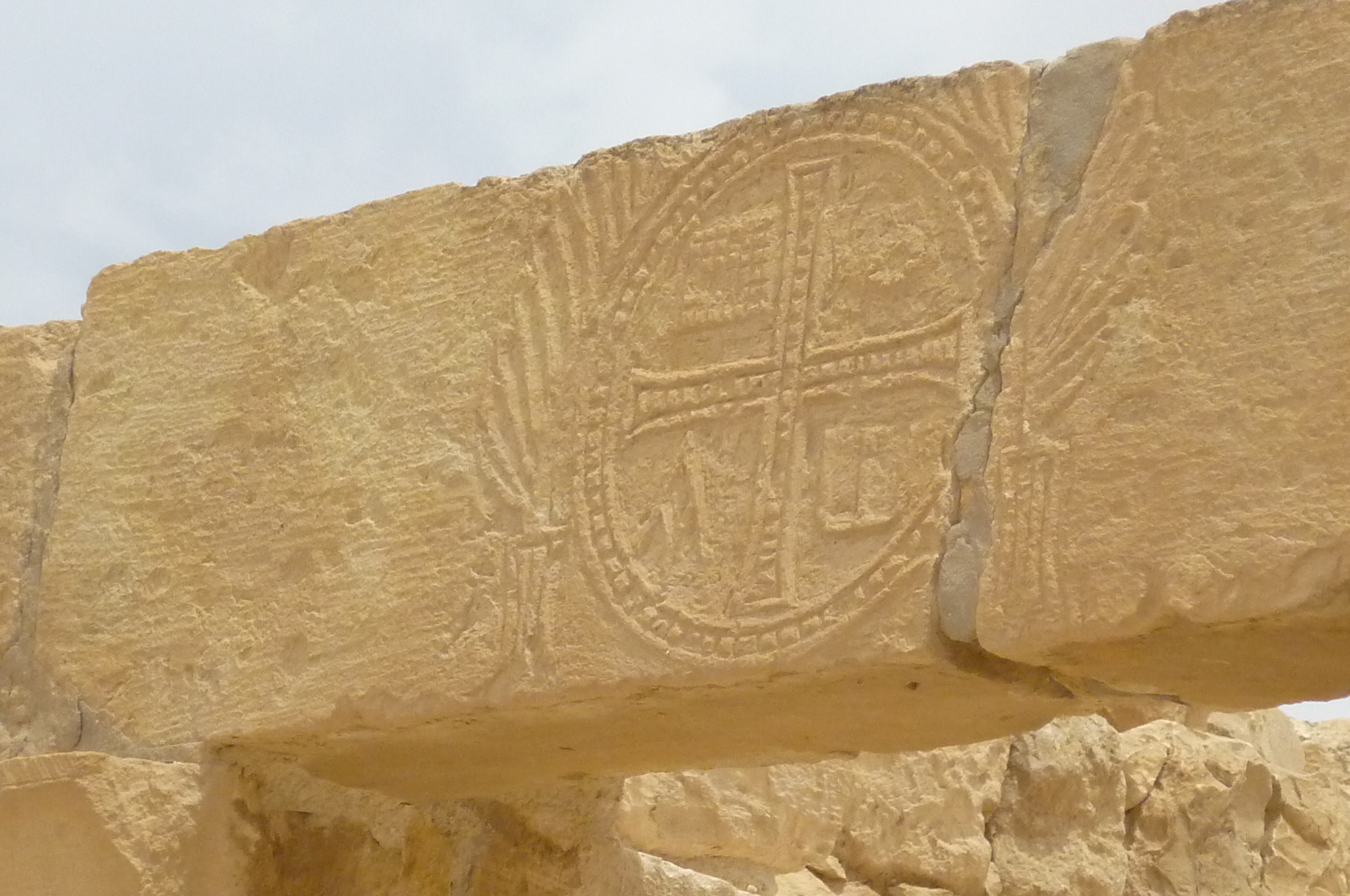
Türsturz am Eingang der Nordkirche mit Christusmonogramm XP und darunter Alpha und Omega

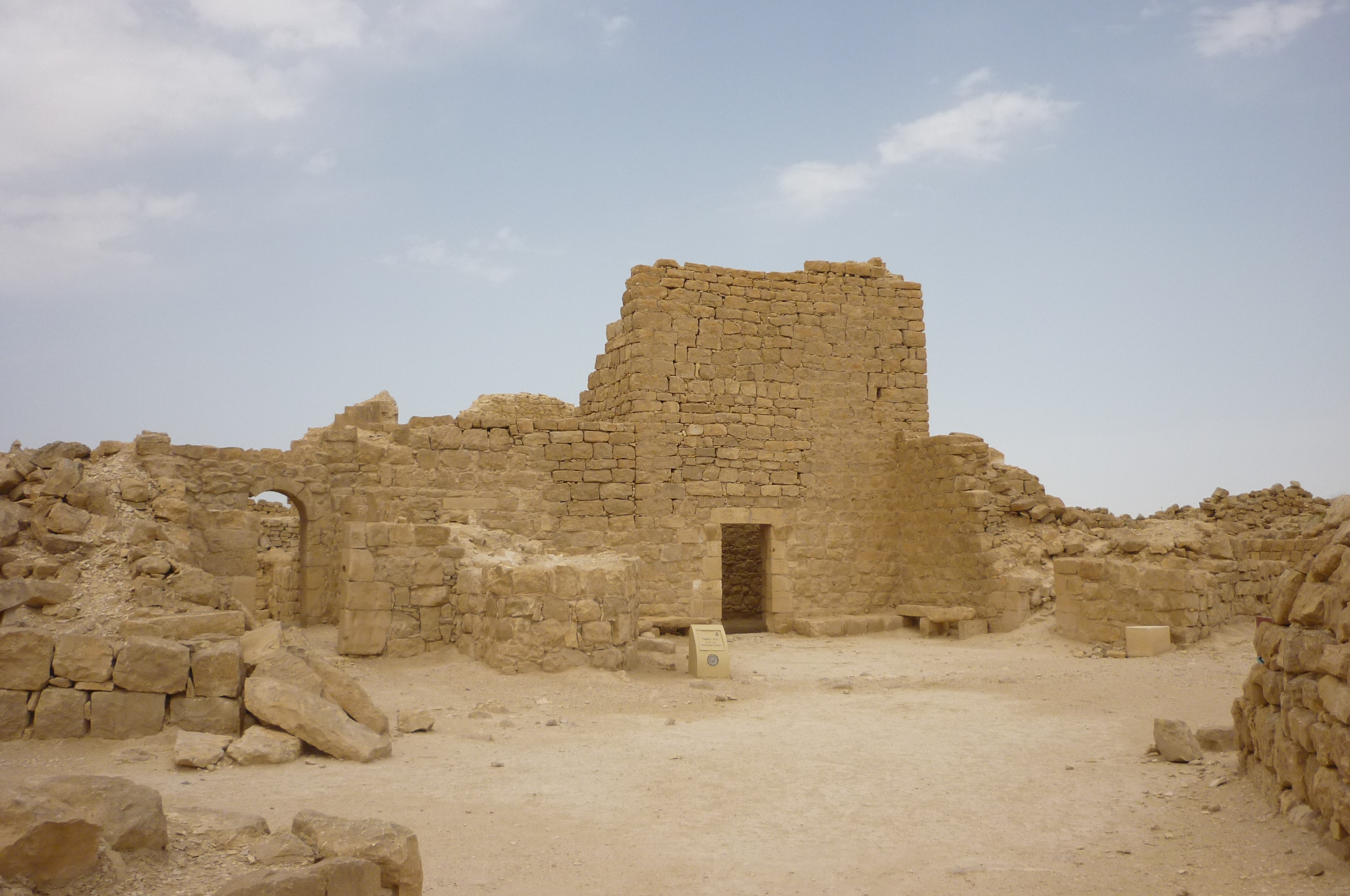
Rathaus (Wohnhaus mit Verwaltungsfunktion)

### Nabatäerstadt
Gemeinsam mit Ruchebe und Mamschit gehörte Schivta zu den nabatäischen Wüstenstädten der zweiten Generation, die das ältere Städtedreieck Oboda (ʿAvdat) – Elusa – Nessana enger verknüpfen sollten. Schivta wurde wahrscheinlich im 1. Jahrhundert n. Chr. gegründet und erlebte um 150 eine erste Blütezeit. Die frühesten nabatäischen Münzen und Inschriften, die in Schivta gefunden wurden, sind vom Beginn des 2. Jahrhunderts.
Schon die Nabatäer hatten hier Landwirtschaft betrieben, aber in erster Linie war Schivta zu dieser Zeit ein Etappenort zwischen Oboda und Nessana auf der Handelsroute zum Mittelmeer. Der sich entwickelnde Schiffsweg von Indien ins römische Reich führte zur Konkurrenz für den Karawanenhandel und damit bis zum 3. Jahrhundert zum Niedergang dieses Wirtschaftszweiges auch für Schivta, so dass die Landwirtschaft an Bedeutung zunahm. Nördlich der Stadt befinden sich Reste von nabatäischen Siedlungen mit einem außergewöhnlichen, aber für Nabatäer typischen Bewässerungssystem (u. a. Staudämme) als Grundlage für die sogenannte Sturzwasserlandwirtschaft, die für die Versorgung der Einwohner und Karawanen in der Wüste Negev von entscheidender Bedeutung war.

### Byzantinische Stadt
Um 450 n. Chr. wurde Schivta wieder besiedelt. Die Stadt Schivta war nicht von einer Stadtmauer umgeben. Den Zweck einer Stadtmauer erfüllten in Schivta die Außenwände der eng aneinandergebauten Häuser ohne Fenster und Türöffnungen am Außenrand der Stadt. Im Umland der Stadt, die weder Brunnen noch Quelle besaß, wurde ein bemerkenswertes Bewässerungssystem aufgebaut (Zisternen, Kanäle, Terrassen). Saisonale Regenfälle im Winter stellten die primäre Grundlage der Wasserversorgung Schivtas dar. Es wird angenommen, dass im 5. Jahrhundert die klimatischen Verhältnisse von Schivta zumindest saisonal feuchter und regnerischer waren. Ein Aquädukt beginnt 2,5 km nordöstlich von Schivta und führt zum Südwesten der Stadt – auch unter der Nordkirche entlang – zum innerstädtischen Wasserreservoir. Im südlichen Zentrum der Stadt erkennt man eines der zwei großen zusammenhängenden polygonalen Wasserbecken, die zusammen ein Volumen von 2.000 m3 hatten und öffentlich genutzt wurden. Hierhin führt vom westlichen Stadttor (so genannt, obwohl es keine Stadtmauer gab) kommend eine breite Straße, an der sich beiderseits Wohnquartiere befanden, die teils zweistöckig waren. Stallungen mit steinernen Futtertrögen zeugen von ehemaliger Viehhaltung – wohl auch für durchziehende Karawanen. Die Wohnquartiere einschließlich der Innenhöfe hatten eine Größe von etwa 350 m2. Nach einer im Jahr 2009 durchgeführten Kartierung der Siedlungsstruktur von Schivta des 6. bis 8. Jahrhunderts wurden 1.262 Räume und 141 Höfe gefunden, die zu 117 Gebäudeeinheiten gehören, darunter 75 Wohnquartieren und 29 Wirtschaftseinheiten. Die Stadt ist in 27 Blöcke gegliedert. Die Einwohnerzahl zur byzantinischen Blütezeit im 5. Jahrhundert wird auf 2.000 geschätzt. Zu einem Haushalt gehörten in römisch-byzantinischer Zeit 8 bis 16 Personen.
Unmittelbar östlich an das Wasserbecken angrenzend befinden sich die Südkirche und eine Moschee. Nacheinander wurden die Südkirche, die Nordkirche und zuletzt (um 600 n. Chr.) die mittlere Kirche erbaut. Die drei Kirchen sind dreischiffige Säulenbasiliken. Im Vorraum der Südkirche befindet sich ein Baptisterium mit kreuzförmigem Taufbecken, Piscina (von lateinisch piscina ‚Wasserbehälter‘) genannt, in das der Täufling auf der einen Seite auf Stufen hinabsteigt und aus dem er nach dem Empfang der Taufe auf der entgegengesetzten Seite heraustritt. Gemäß einer Inschrift auf einem Türsturz wurde die Südkirche von 415 bis 430 errichtet. Eine weitere Inschrift besagt, dass im Jahre 640, also nach dem arabischen Einfall, der Boden mit Steinplatten neu ausgelegt wurde. Nördlich an diese Kirche wurde im 7. Jahrhundert als kleiner Nachbarn eine Moschee gebaut – mit zwei Reihen von je drei Säulen. Den Grabinschriften zufolge waren zahlreiche Einwohner Araber. Der Übergang zur arabischen Zeit verlief hier friedlich und ohne Zerstörungsspuren.
Etwa in der Mitte zwischen der Süd- und der Nordkirche befinden sich die mittlere Kirche und unmittelbar daneben ein Rathaus mit einem markanten Turm, dessen Reste mit 6 m noch heute von beachtlicher Höhe sind. Man nimmt an, dass der vollständige Turm des Hauses mit drei Stockwerken eine Höhe von 12 m gehabt haben könnte. Das Turmgehöft wird als Governor's House bezeichnet. Das Haus wird als Wohnhaus gedeutet, das auch offiziellen Verwaltungsfunktionen diente. Man gelangt durch den turmförmigen Eingang in den Innenhof des Rathauses. Hier – wie auch an vielen anderen Stellen der Stadt – ist eine Zisterne zu erkennen. Vermutlich hatte jedes Haus der Stadt Schivta eine Zisterne, welche durch Niederschlag, Aquädukt und eventuell die zwei zentralen Reservoirs gefüllt wurde. In den drei Kirchen befinden sich sechs Zisternen. Die Zisterne im nördlichen Kirchhof mit 9,7 m Durchmesser hat ein Volumen von 162,5 m3.
Weiter in Richtung Norden gelangt man zu einem nördlichen zentralen Platz, der das soziale und ökonomische Zentrum der Stadt Schivta gewesen sein könnte. An der Westseite des Platzes befindet sich ein Haus mit Steinbänken. Dieses Haus könnte das Stadthaus gewesen sein, ein Ort zur Diskussion kommunaler Themen. An der Ostseite des Platzes befindet sich das Handwerkerviertel, in dem eine wohlerhaltene große Weintraubenpresse von der starken Leistungsfähigkeit des lokalen Weinbaus zeugt und auch ein Back- oder Töpferofen zu sehen ist. Archäologen haben an dem Platz auch zwei Tavernen und eine Fremdenherberge identifiziert. Nördlich des Platzes befindet sich die Nordkirche. Am Eingang zur Nordkirche ist auf einem Türsturz ein gleichschenkliges Kreuz mit dem Christusmonogramm, d. h. die griechischen Buchstaben X und P, im oberen Teil und den griechischen Buchstaben Alpha und Omega im unteren Teil zu sehen. Bei der Ruine der Nordkirche befinden sich Reste eines Klosterkomplexes.
Die Einwohner von Schivta waren auch sesshaft gewordene Grenzsoldaten, Mönche und Kleriker sowie Pilger. Außer von der Landwirtschaft lebten die Einwohner auch vom Pilgertourismus zum Katharinenkloster auf dem Sinai. Die Landwirtschaft verfiel allmählich und damit die Lebensgrundlage, so dass im 8. und 9. Jahrhundert immer mehr Einwohner abwanderten und die Stadt schließlich im 9. Jahrhundert aufgegeben wurde.

## Archäologische Erforschung
Die erste Beschreibung der Ruinen verdankt man Edward Henry Palmer (1870); er erwähnte den hervorragenden Erhaltungszustand der antiken Stätte mit über sieben Meter hohen Mauern. Palmer identifizierte auch die drei Kirchen. 1904 untersuchten Archäologen der École Biblique Schivta, wobei sie eine Spolie entdeckten, auf der sich eine Widmung an die nabatäische Gottheit Duschara befand.
Charles Leonard Woolley und Thomas Edward Lawrence untersuchten 1914 im Rahmen eines Survey Schivta und das Umland; sie bemerkten, dass hier in byzantinischer Zeit Wein angebaut worden war (Pressen, Feldtürme, Zisternen). Als Nächstes war Theodor Wiegand 1916 für das Deutsch-Türkische Denkmalschutzkommando vor Ort. Er bestätigte, was schon Palmer und Wooley/Lawrence aufgefallen war: die Wüstenstadt besaß keine Verteidigungsmauer. Wiegand dokumentierte die Kirchenarchitektur sowie die Bauweise der Wohnhäuser, die er (unzutreffend) für einstöckig hielt.
Die groß angelegte Ausgrabung Schivtas in drei Kampagnen unter Leitung von Harris Dunscombe Colt (Colt Archaeological Expedition, 1933–1938) wurde unglücklicherweise nicht nur nicht publiziert, die komplette Grabungsdokumentation und die Funde, darunter die Bauornamentik, wurden bei einem Überfall durch Bewaffnete am 7. Oktober 1938 geraubt oder zerstört.
Von 1958 bis 1960 wurde die archäologische Stätte unter Leitung von Michael Avi-Yonah im Auftrag der Nationalparkbehörde gesäubert und die Mittelkirche freigelegt; dabei kam es allerdings zu Veränderungen des Baubestandes, die nicht dokumentiert wurden. Im Jahre 1966 wurde Schivtah mit 470 Dunam Fläche israelischer Nationalpark.
1968 verstarb der bekannte deutsche Alttestamentler Martin Noth während einer Negev-Exkursion vor der Südkirche. Abraham Negev leitete mehrere Untersuchungen zwischen 1970 und 1976. Von 1979 bis 1982 fanden Grabungen durch die Ben-Gurion-Universität im Negev statt. 2000 und 2001 erfolgte eine ausgiebige Erforschung des Bewässerungssystems unter Leitung von Tsvika Tsuk.
In der Apsis des Baptisteriums neben der Nordkirche befindet sich oberhalb des Taufbeckens die älteste bislang entdeckte Darstellung der Taufe Jesu im Heiligen Land, die im 6. Jahrhundert vor dem Ikonoklasmus entstanden sein dürfte. Sie zeigt einen bartlosen Jesus mit kurzem, lockigem Haar, einem länglichen Gesicht und großen Augen. Die jugendliche Darstellung Jesu erinnert an die Bedeutung der Taufe als Neugeburt. Die größere Figur links neben ihm ist wahrscheinlich Johannes der Täufer, entsprechend der frühchristlich-ikonografischen Konvention.

## Galerie

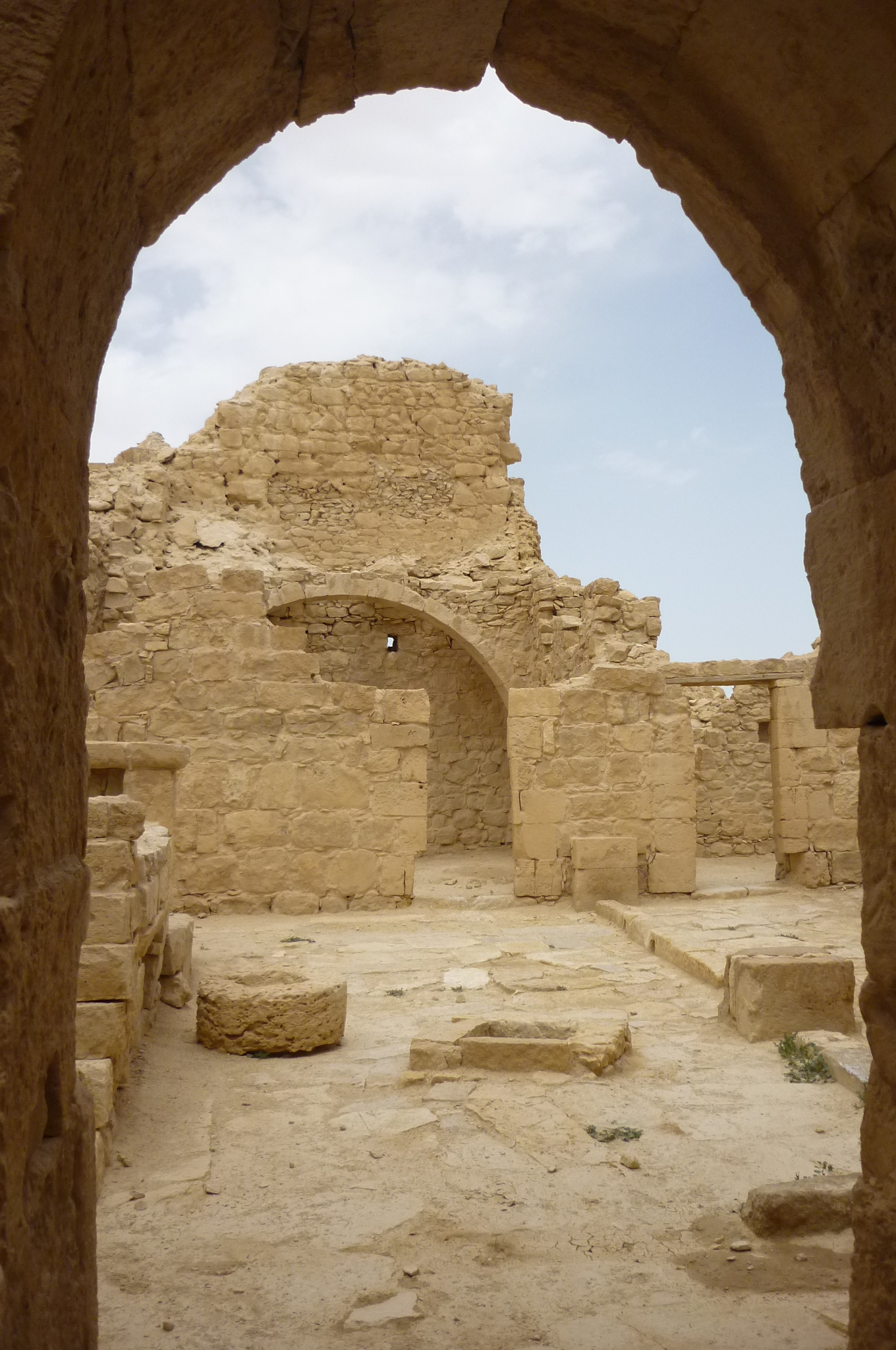
Innenhof des Rathauses

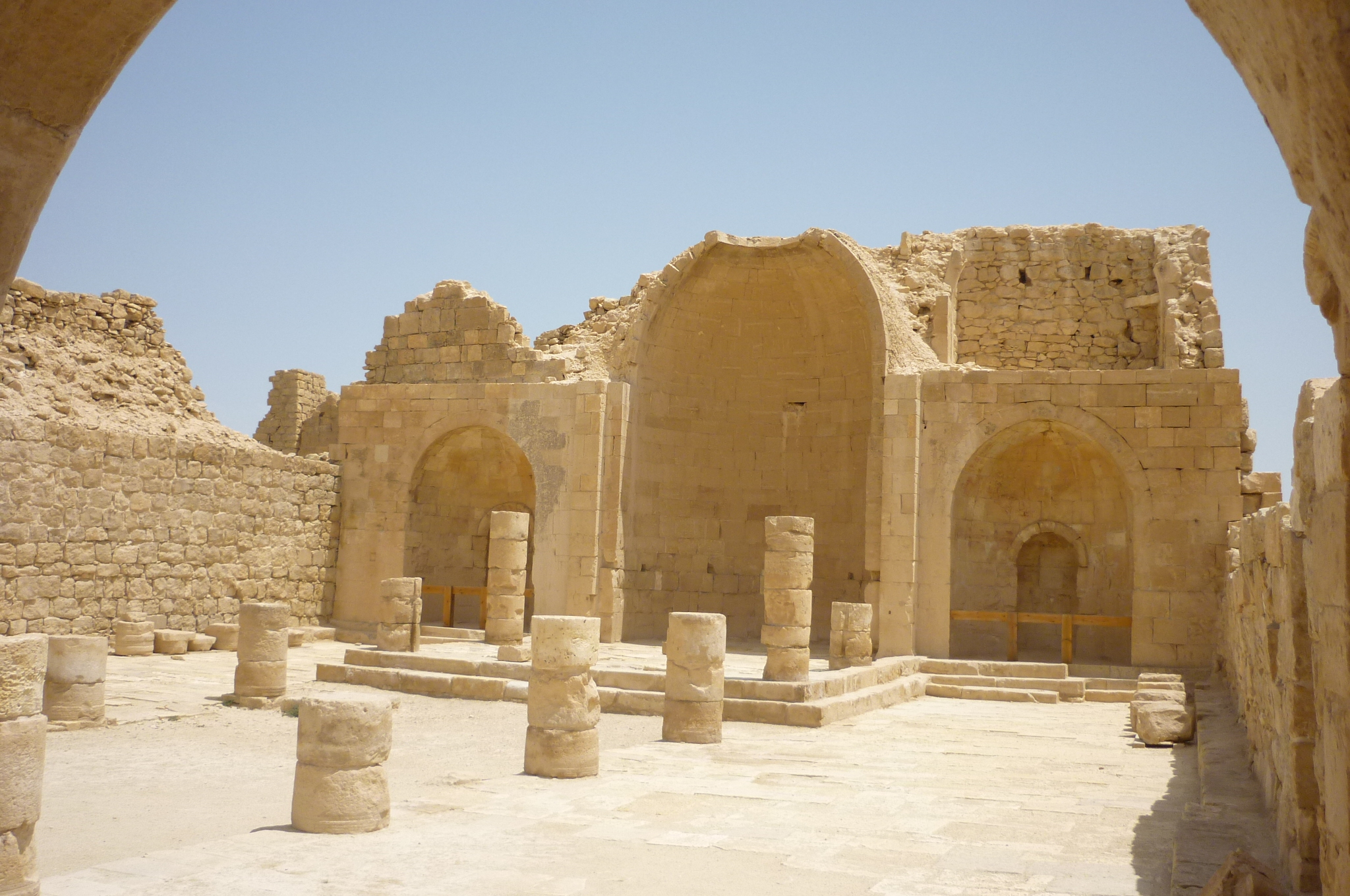
Südkirche
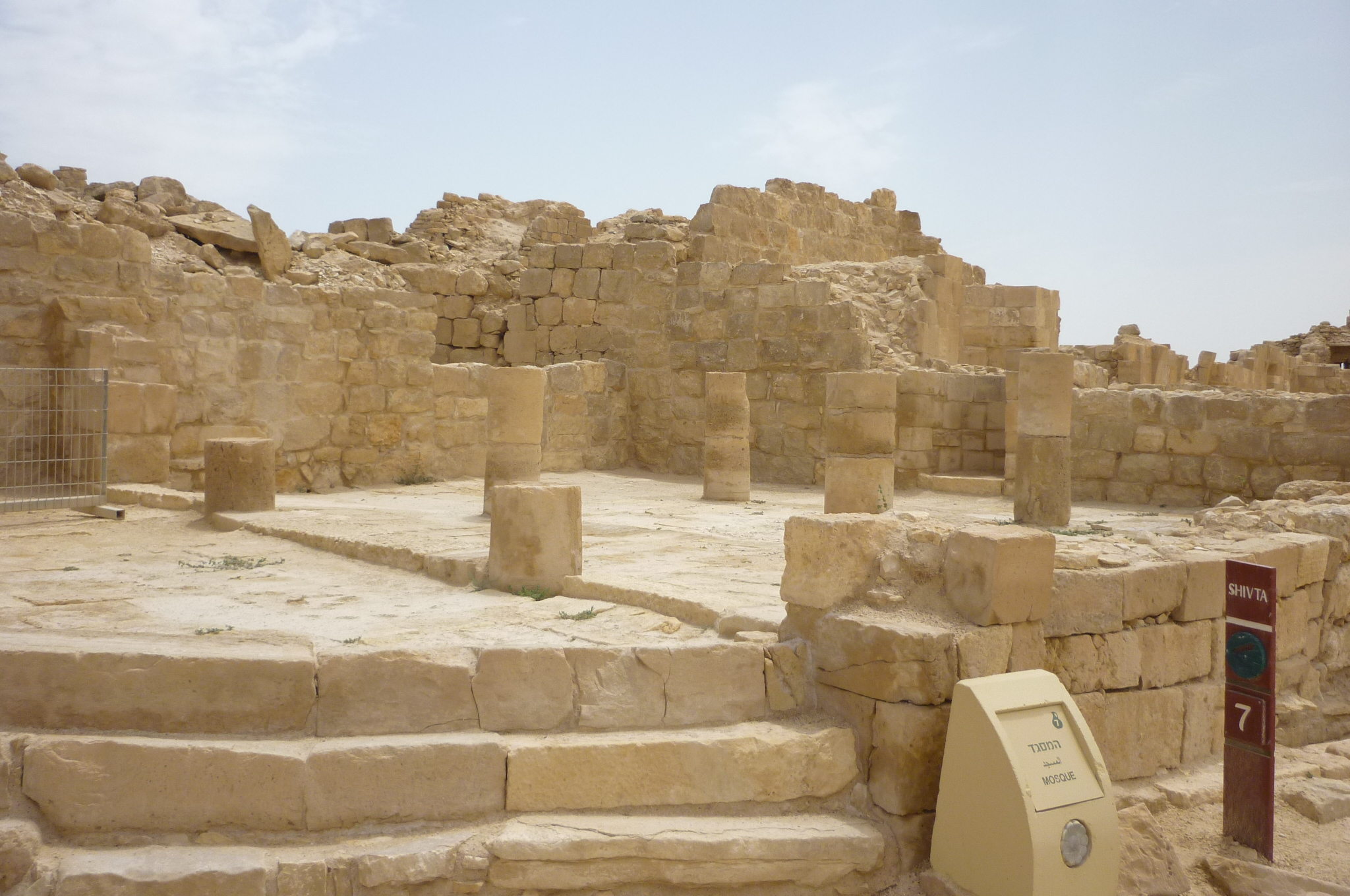
Moschee
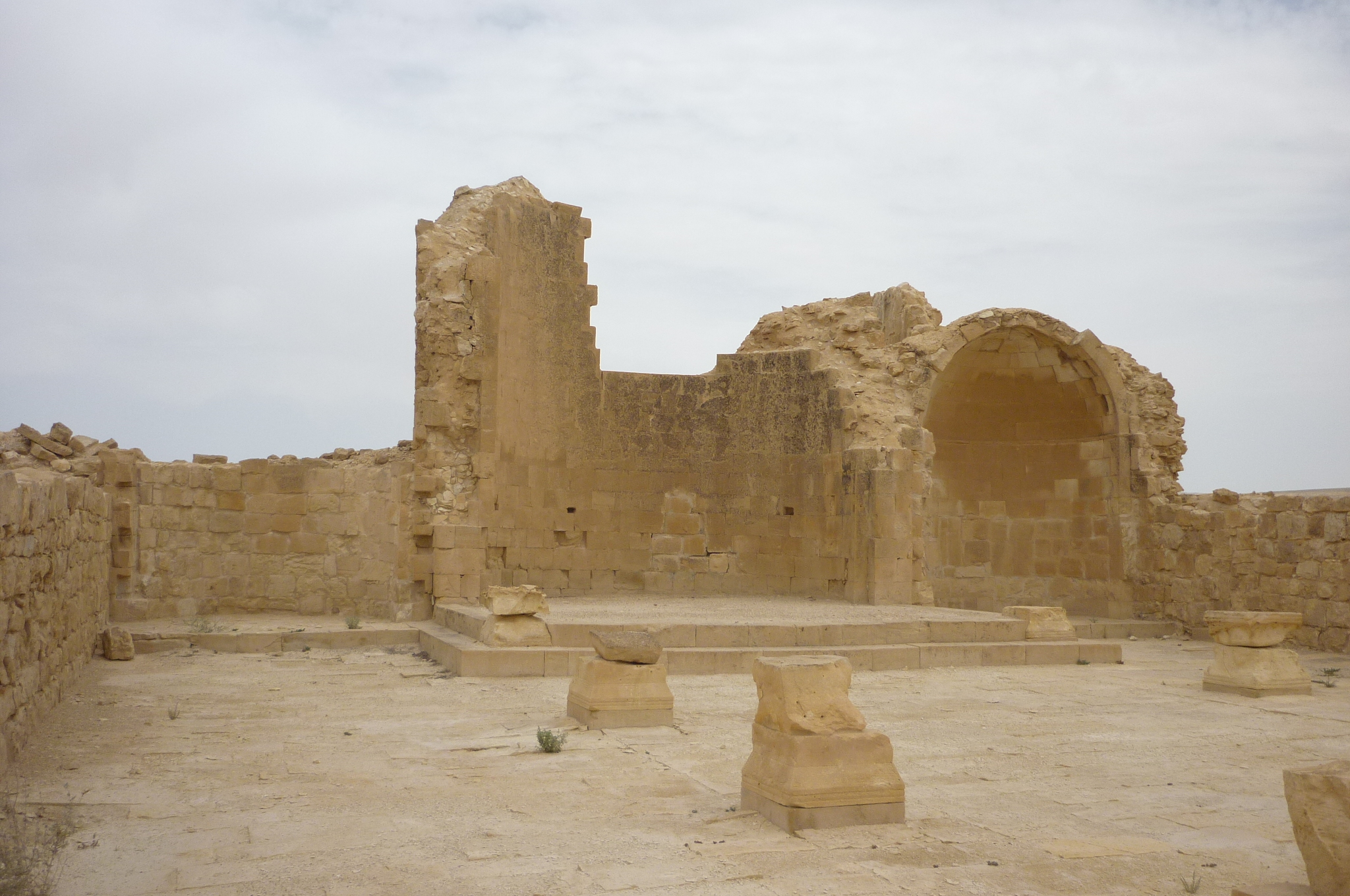
Mittlere Kirche
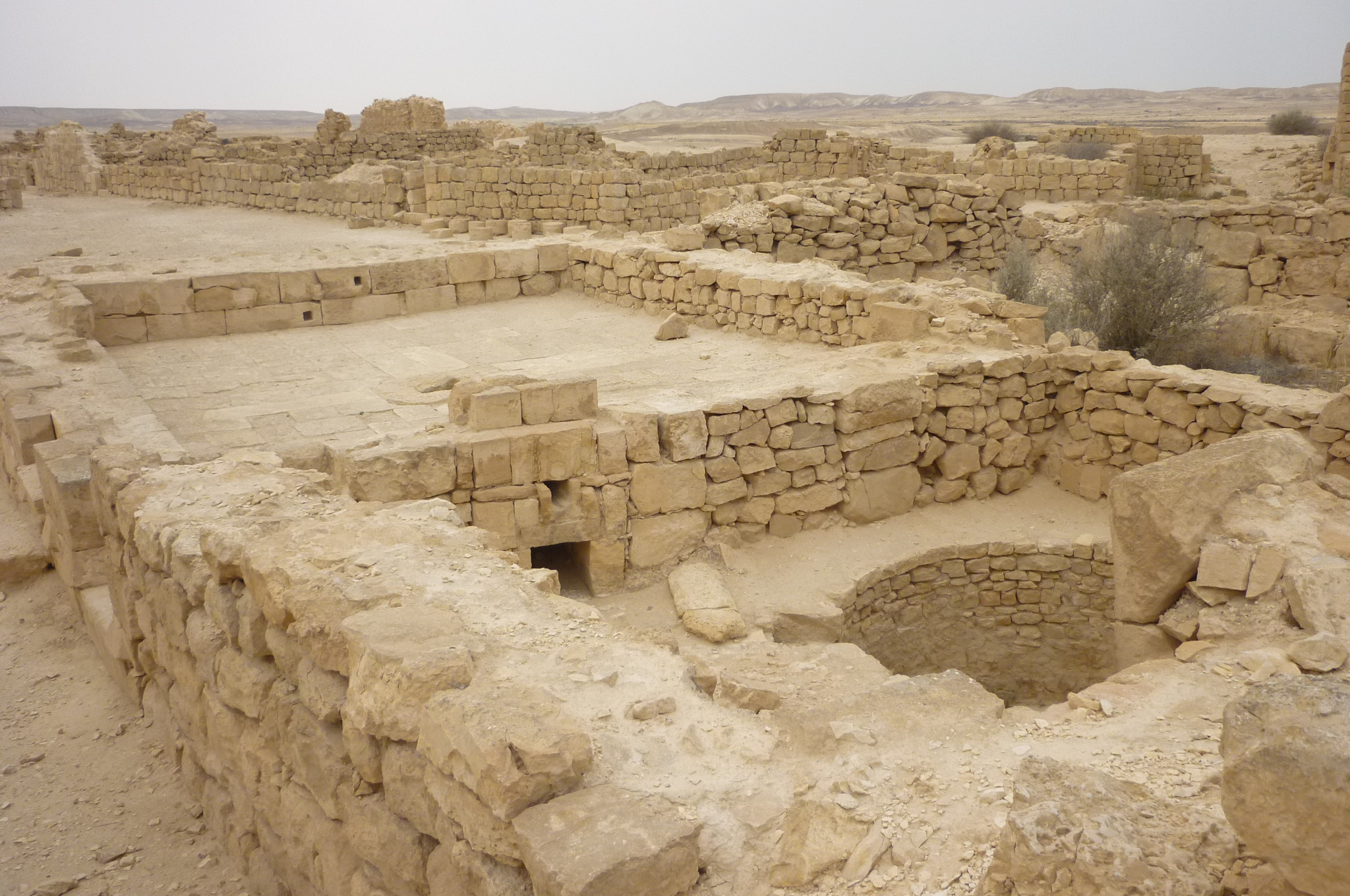
Weinpresse
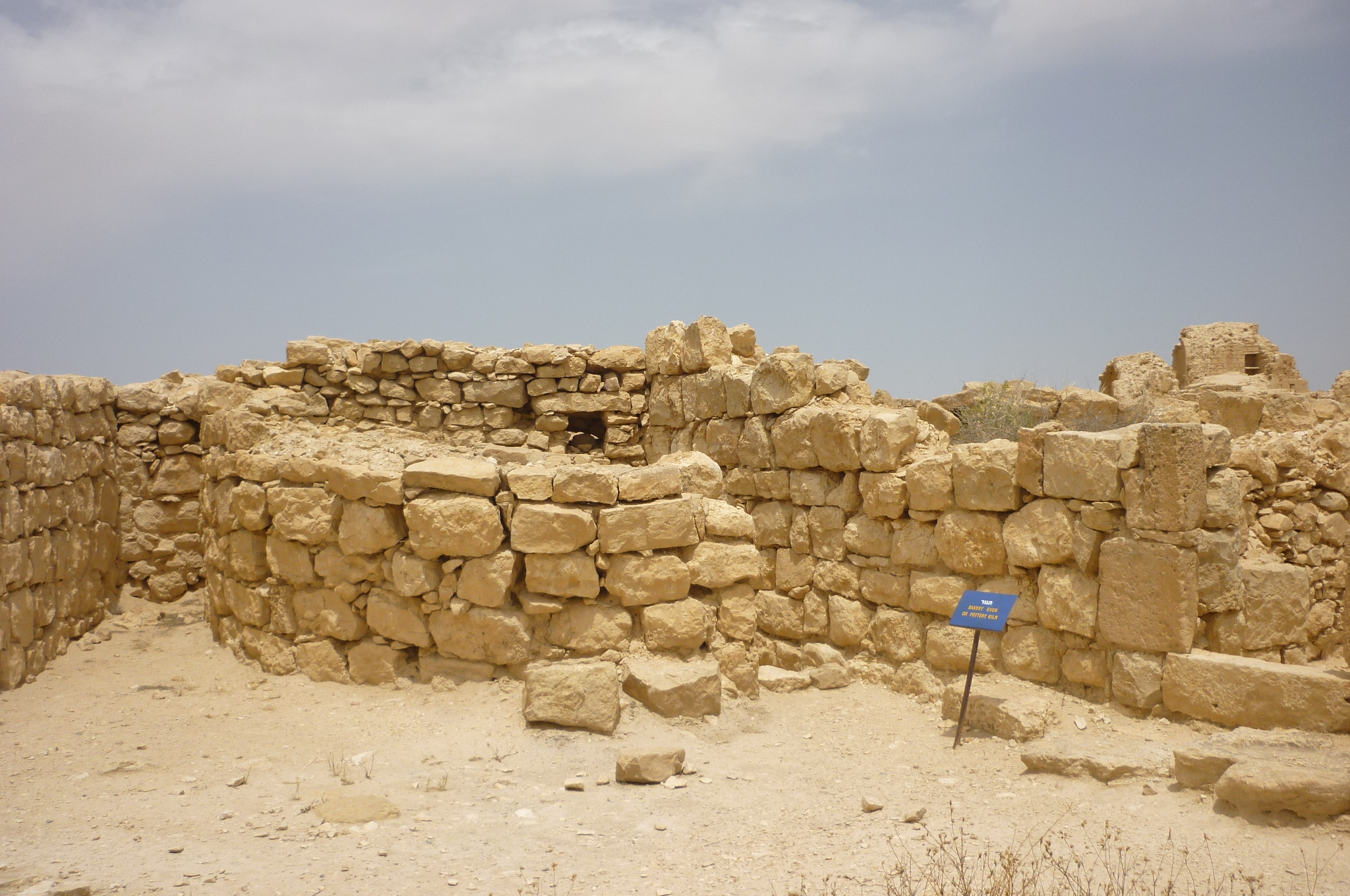
Back- oder Töpferofen